# HMAS AE2
HMAS AE2 − australijski okręt podwodny z okresu I wojny światowej, należący do brytyjskiego typu E. Przejęty przez Royal Australian Navy w lutym 1914 roku, odbył rejs do Australii, by po krótkiej służbie operacyjnej w regionie południowego Pacyfiku powrócić na wody europejskie. Wziął udział w kampanii dardanelskiej, będąc pierwszym alianckim okrętem podwodnym, który pomyślnie przepłynął cieśninę i dotarł na Morze Marmara. Po kilku dniach bezskutecznych działań został 30 kwietnia 1915 roku zaatakowany przez tureckie okręty i w wyniku odniesionych uszkodzeń samozatopiony. Załoga dostała się do niewoli tureckiej.

## Opis konstrukcji
AE2 był pełnomorskim okrętem podwodnym o długości całkowitej 54,2 m i szerokości 6,9 m. Wyporność nawodna wynosiła 725 ton angielskich (ts), w zanurzeniu 810 ts. Napęd stanowiły dwa silniki wysokoprężne o łącznej mocy 1600 hp w pływaniu nawodnym i dwa silniki elektryczne o łącznej mocy 840 hp do poruszania się w zanurzeniu. Prędkość maksymalna nawodna wynosiła 15 węzłów, podwodna 10 węzłów. Zasięg na powierzchni wynosił 3000 mil morskich przy prędkości ekonomicznej 10 węzłów.
Uzbrojenie okrętu stanowiły cztery wyrzutnie torped kalibru 450 mm (18 cali), umieszczone po jednej na dziobie i rufie oraz na każdej z burt jednostki. Poza torpedami w wyrzutniach, AE2 przewoził cztery torpedy zapasowe. Przewidziane dla okrętów typu E uzbrojenie artyleryjskie w postaci działa kalibru 76 mm nie było na australijskiej jednostce instalowane. Załoga okrętu liczyła od 30 do 35 osób, w tym trzech oficerów.

## Przebieg służby
W ramach programu rozbudowy floty z 1910 roku rząd australijski zamówił w brytyjskiej stoczni koncernu Vickersa w Barrow-in-Furness dwa pierwsze w historii Royal Australian Navy okręty podwodne. Należały one do nowoczesnego na owe czasy, klasyfikowanego jako pełnomorski, typu E. Stępkę pod przyszły AE2 położono 10 lutego 1912 roku, wodowanie odbyło się 18 czerwca 1913 roku, zaś oficjalne przejęcie przez marynarkę australijską 28 lutego 1914 roku. Po zakończeniu prób zdawczo-odbiorczych obydwa bliźniacze okręty: AE1 i AE2, wyruszyły w długi rejs do Australii. Opuściły Portsmouth 2 marca, eskortowane przez stary krążownik „Eclipse”, by przez Kanał Sueski wypłynąć na Ocean Indyjski. Po niemal trzech miesiącach podróży, z krótkim postojem w Darwin, przybyły do Sydney 24 maja 1914 roku. Dowódcą AE2, od przyjęcia do służby aż do zatopienia, był komandor podporucznik (Lieutenant Commander) Henry Gordon Stoker, oficer Royal Navy irlandzkiego pochodzenia, znany później sportowiec, aktor i reżyser filmowy i teatralny, prywatnie kuzyn pisarza Brama Stokera. Jego zastępcą był porucznik G. A Haggard, drugim oficerem porucznik Pitt Carey, obaj z Royal Navy. Załoga okrętu była mieszana, brytyjsko-australijska
Pierwszym zadaniem obydwu okrętów podwodnych po rozpoczęciu działań wojennych w sierpniu 1914 roku było patrolowanie rejonu niemieckich kolonii na Pacyfiku: Karolin, Nauru, Nowej Brytanii i Nowej Gwinei. We wrześniu AE1 i AE2 weszły w skład australijskich sił ekspedycyjnych, które zaatakowały Rabaul. 11 września Australijczycy desantowali oddziały na Nowej Brytanii, 13 września niemiecki garnizon kolonii skapitulował. 14 września AE1 zaginął w morzu wraz z całą załogą i AE2 pozostał jedynym w służbie australijskim okrętem podwodnym. Po kapitulacji niemieckich kolonii i opuszczeniu regionu przez siły niemieckie, nie było już potrzeby utrzymywania tam pełnomorskich okrętów, i AE2 został oddany pod bezpośrednią komendę brytyjskiej Admiralicji, która zdecydowała o użyciu go na wodach europejskich. 19 grudnia 1914 roku opuścił Sydney, by przez Melbourne i Albany udać się w kolejny długi rejs, częściowo na holu transportowca wojska „Berrima”, wiozącego żołnierzy ANZAC do Europy. W lutym 1915 roku AE2 dołączył do zespołu floty alianckiej, bazującej w Mudros na wyspie Lemnos.
Jako najnowocześniejszy i największy z obecnych w rejonie Dardaneli alianckich okrętów podwodnych, AE2 został wyznaczony do przejścia zaminowanej i dobrze bronionej cieśniny, aby po dotarciu na Morze Marmara podjąć się próby ataku bazującej tam floty tureckiej. Jego działania, obliczone na przynajmniej częściowe przerwanie wewnętrznych linii komunikacyjnych przeciwnika, miały wspomóc planowaną operację desantową. Pierwsza próba forsowania Dardaneli, podjęta 17 marca 1915 roku, zakończyła się uszkodzeniem jednostki po uderzeniu w dno cieśniny, po czym okręt został zawrócony i odesłany na remont na Maltę. Powrócił do Mudros 21 kwietnia, dwa dni później komandor Stoker uczestniczył w naradzie u głównodowodzącego siłami morskimi w regionie wiceadmirała Johna de Robecka, na której podjęto decyzję o przeprowadzeniu kolejnej próby wpłynięcia na Morze Marmara w nocy z 23 na 24 kwietnia. Została ona jednak przerwana po awarii steru głębokości podczas zanurzenia awaryjnego.
Po raz trzeci AE2 wyszedł z Mudros w stronę Dardaneli kolejnej nocy, przepływając w zanurzeniu większość drogi przez tureckie zagrody minowe. Okręt spędził pod powierzchnią około 16 godzin, był ostrzeliwany przez artylerię nadbrzeżną i atakowany przez patrolowce przeciwnika. Nad ranem, już w głębi cieśniny, komandor Stoker podjął próbę ataku torpedowego na kotwiczący tam pancernik (przeddrednot) „Turgut Reis”, jednak wystrzelona torpeda okazała się niecelna. Po przeczekaniu w zanurzeniu kontrakcji mniejszych jednostek tureckich AE2 dotarł wieczorem do wejścia na Morze Marmara. W ten sposób, w dzień lądowania żołnierzy ANZAC pod Gallipoli, jako pierwszy aliancki okręt podwodny sforsował Dardanele.
W ciągu kolejnych trzech dni dowódca australijskiego okrętu kilkakrotnie podejmował próby ataków torpedowych na tureckie jednostki, między innymi na drugi przeddrednot „Barbaros Hayreddin”, jednak znów były one nieskuteczne, zaś zaalarmowani obecnością przeciwnika Turcy wzmocnili siły lekkie na akwenie. W końcu, 29 kwietnia komandor Stoker skierował AE2 z powrotem w kierunku Dardaneli, licząc na przechwycenie jakiegoś celu w okolicy wejścia do cieśniny. W tym samym dniu napotkano brytyjski okręt podwodny E14, który również sforsował cieśninę.
Rankiem 30 kwietnia znajdujący się na głębokości peryskopowej AE2 został zauważony przez obserwatorów znajdującego się w pobliżu tureckiego torpedowca „Sultanhisar”, dowodzonego przez komandora Ali Rizę. Ten podjął próbę staranowania wrogiej jednostki. Do niszczyciela dołączyła następnie kanonierka „Zuhaf”. Podczas awaryjnego zanurzenia AE2 wypłynął w sposób niekontrolowany na powierzchnię w pobliżu tureckich okrętów, po czym został skutecznie ostrzelany przez artylerzystów przeciwnika (część źródeł wspomina również o storpedowaniu AE2). Niektórzy badacze przypuszczają, że problemy z utrzymaniem okrętu w zanurzeniu sprawiły Australijczykom zmienne wartości zasolenia, a co za tym idzie gęstości wody morskiej w rejonie cieśnin. Mając uszkodzoną maszynownię, komandor Stoker nakazał załodze otworzyć zawory denne w celu zatopienia okrętu i opuścić jednostkę. Wszystkich 32 członków załogi podjęły łodzie ratunkowe z „Sultanhisar”, biorąc ich do niewoli. Komandor Stocker został po zakończeniu wojny odznaczony Distinguished Service Order. Zaś pogromca AE2, komandor Ali Riza, dostąpił zaszczytu bycia przedstawionym sułtanowi. Działania australijskiego okrętu na Morzu Marmara, chociaż nieskuteczne, udowodniły możliwość przebycia Cieśniny Dardanelskiej. W ślad za nim drogą tą wyruszyły kolejne brytyjskie okręty, które w ciągu następnych miesięcy z sukcesami atakowały tureckie linie komunikacyjne.
Wrak HMAS AE2 został odnaleziony w 1998 roku.